# Novafroneta truncata
Novafroneta truncata är en spindelart som beskrevs av A. David Blest och Vink 2003. Novafroneta truncata ingår i släktet Novafroneta och familjen täckvävarspindlar. Inga underarter finns listade i Catalogue of Life.